# Gunnar Nyberg
Gunnar „Röjarn“ Nyberg (* 1. April 1929 in Gällivare; † 12. September 2007) war ein schwedischer Jazzmusiker (Schlagzeug, Komposition).

## Leben und Wirken
Nyberg begann früh Schlagzeug zu spielen. Er war Autodidakt. Als sehr junger Mann hatte er den „West End Blues“ von Louis Armstrong gehört, was sein Interesse am Jazz geweckt hatte. Als Schüler arbeitete er zusätzlich als Laufbursche in einem Buchladen, der auch Platten verkaufte, wo er weitere Inspiration erhielt. Mit 13 Jahren hatte er seinen ersten Job im Gällivare Folkets Park beim Vater des Komponisten Bo Nilsson, der Akkordeon spielte. Dann trat er mit Kalle Bertlins Orchester auf, das auch im Folkets Park spielte. Mit 15 Jahren zog Nyberg zu Verwandten nach Stockholm, wo er als Laufbursche arbeitete. Daneben spielte er mit einer lokalen Amateurband. Als Arthur Österwall das Orchester hörte, warb er ihn 1947 ab. Im Sommer 1948 gehörte er zur Band von Sam Samson. Im folgenden Jahr spielte er mit dem Posaunisten Sven Hedberg, der ein Orchester in Skansen leitete.
Bei Samson befreundete Nyberg sich mit Gösta Theselius, mit dessen Gruppe (zu der noch Stig Söderqvist und Leppe Sundevall gehörten) 1949 erste, von Miles Davis inspirierte Aufnahmen entstanden. 1950/51 gehörte er zum Thore Jederbys Sextett, ab 1952 zur Band von Simon Brehm, in der er auch Teddy Wilson begleitete, um dann mit Sängerinnen wie Sonya Hedenbratt und Lill-Babs Svensson zu arbeiten. 1954 gehörte er zudem zum Quintett von Klarinettist Poul Hindberg (mit Rune Öfwerman, Lars Pettersson und dem Vibraphonisten Sven Idar), mit dem vielbeachtete Aufnahmen entstanden.
Vor dem Sommer 1955 wechselte Nyberg zu Carl-Henrik Norin, mit dem er auch an Einspielungen beteiligt war, um im Sommer 1957 in einer Gruppe unter der Leitung von George Vernon und Jojjen Björklund zu wirken. Im Herbst 1957 gründete er seine eigene Band und arbeitete in unterschiedlichen Besetzungen mit Stig Söderqvist, Jan Allan, Claes-Göran Fagerstedt, Lasse Bagge, Carl-Erik Lindgren und Torbjörn Hultcrantz.
1961 zog Nyberg sich aus dem Tourneegeschäft zurück und arbeitete bis zur Pensionierung bei Sveriges Television als Einkäufer für das Studio. Daneben trat er weiterhin in verschiedenen Kontexten auf der Jazzszene auf. Auch ist er auch Tonträgern von Rolf Ericson, Ernie Englund, Simon Brehm, Hubbes Trio, der G.L. Unit, Nisse Sandström und Melvyn Price zu hören.